# Gemarkung Volkmannsgrün
Die Gemarkung Volkmannsgrün liegt vollständig auf dem Gemeindegebiet der Stadt Schauenstein im Landkreis Hof (Oberfranken, Bayern).

## Geografie
Die Gemarkung hat eine Fläche von 4,231 km² und ist in 860 Flurstücke aufgeteilt, die eine durchschnittliche Fläche von 4920,51 m² haben. In ihr liegt der Gemeindeteil Volkmannsgrün.

### Benachbarte Gemarkungen
Die Nachbargemarkungen sind:
| - Gemarkung Ahornberg - Gemarkung Helmbrechts - Gemarkung Kleinschwarzenbach | - Gemarkung Neudorf - Gemarkung Schauenstein |